# Liste der Nummer-eins-Hits in den USA (1979)
Dies ist eine Liste der Nummer-eins-Hits in den von Billboard ermittelten Charts in den USA (Hot 100) im Jahr 1979. In diesem Jahr gab es vierundzwanzig Nummer-eins-Singles und elf Nummer-eins-Alben.

## Singles
| ← 1978 ← | Liste der Nummer-eins-Hits in den USA | Liste der Nummer-eins-Hits in den USA | Liste der Nummer-eins-Hits in den USA                              | 1980 →                    |
| \| Zeitraum \| Wo. ges. \| Interpret \| Titel Autor(en) \| Zusätzliche Informationen \| \| (Zeitraum, Wochen auf Platz eins, Interpret, Titel, Autor[en], zusätzliche Informationen) \| \| \| \| \| \| ----------------------------------------------------------------------------------------- \| -------- \| ------------------------------- \| ---------------------------------------------------------------------- \| ------------------------- \| \| 23. Dezember 1978 – 5. Januar 1979 2 Wochen (insgesamt 6) \| 6 \| Chic \| Le Freak[1] Nile Rodgers, Bernard Edwards \| - \| \| 6. Januar 1979 – 19. Januar 1979 2 Wochen (insgesamt 2) \| 2 \| Bee Gees \| Too Much Heaven[2] Barry Gibb, Maurice Gibb, Robin Gibb \| - \| \| 20. Januar 1979 – 9. Februar 1979 3 Wochen (insgesamt 6) \| 6 \| Chic \| Le Freak Nile Rodgers, Bernard Edwards \| - \| \| 10. Februar 1979 – 9. März 1979 4 Wochen (insgesamt 4) \| 4 \| Rod Stewart \| Da Ya Think I’m Sexy?[3] Rod Stewart, Carmine Appice \| - \| \| 10. März 1979 – 23. März 1979 2 Wochen (insgesamt 3) \| 3 \| Gloria Gaynor \| I Will Survive[4] Dino Fekaris, Freddie Perren \| - \| \| 24. März 1979 – 6. April 1979 2 Wochen (insgesamt 2) \| 2 \| Bee Gees \| Tragedy[5] Barry Gibb, Maurice Gibb, Robin Gibb \| - \| \| 7. April 1979 – 13. April 1979 1 Woche (insgesamt 3) \| 3 \| Gloria Gaynor \| I Will Survive Dino Fekaris, Freddie Perren \| - \| \| 14. April 1979 – 20. April 1979 1 Woche (insgesamt 1) \| 1 \| The Doobie Brothers \| What a Fool Believes[6] Michael McDonald, Kenny Loggins \| - \| \| 21. April 1979 – 27. April 1979 1 Woche (insgesamt 1) \| 1 \| Amii Stewart \| Knock on Wood[7] Eddie Floyd, Steve Cropper \| - \| \| 28. April 1979 – 4. Mai 1979 1 Woche (insgesamt 1) \| 1 \| Blondie \| Heart of Glass[8] Deborah Harry, Chris Stein \| - \| \| 5. Mai 1979 – 1. Juni 1979 4 Wochen (insgesamt 4) \| 4 \| Peaches & Herb \| Reunited[9] Dino Fekaris, Freddie Perren \| - \| \| 2. Juni 1979 – 8. Juni 1979 1 Woche (insgesamt 3) \| 3 \| Donna Summer \| Hot Stuff[10] Harold Faltermeyer, Keith Forsey, Pete Bellotte \| - \| \| 9. Juni 1979 – 15. Juni 1979 1 Woche (insgesamt 1) \| 1 \| Bee Gees \| Love You Inside Out[11] Barry Gibb, Maurice Gibb, Robin Gibb \| - \| \| 16. Juni 1979 – 29. Juni 1979 2 Wochen (insgesamt 3) \| 3 \| Donna Summer \| Hot Stuff Harold Faltermeyer, Keith Forsey, Pete Bellotte \| - \| \| 30. Juni 1979 – 13. Juli 1979 2 Wochen (insgesamt 2) \| 2 \| Anita Ward \| Ring My Bell[12] Frederick Knight \| - \| \| 14. Juli 1979 – 17. August 1979 5 Wochen (insgesamt 5) \| 5 \| Donna Summer \| Bad Girls[13] Donna Summer, Bruce Sudano, Eddie Hokenson, Joe Esposito \| - \| \| 18. August 1979 – 24. August 1979 1 Woche (insgesamt 1) \| 1 \| Chic \| Good Times[14] Nile Rodgers, Bernard Edwards \| - \| \| 25. August 1979 – 5. Oktober 1979 6 Wochen (insgesamt 6) \| 6 \| The Knack \| My Sharona[15] Berton Averre, Doug Fieger \| - \| \| 6. Oktober 1979 – 12. Oktober 1979 1 Woche (insgesamt 1) \| 1 \| Robert John \| Sad Eyes[16] Robert John \| - \| \| 13. Oktober 1979 – 19. Oktober 1979 1 Woche (insgesamt 1) \| 1 \| Michael Jackson \| Don’t Stop ’til You Get Enough[17] Michael Jackson \| - \| \| 20. Oktober 1979 – 2. November 1979 2 Wochen (insgesamt 2) \| 2 \| Herb Alpert \| Rise[18] Andy Armer, Randy Badazz \| - \| \| 3. November 1979 – 9. November 1979 1 Woche (insgesamt 1) \| 1 \| M \| Pop Muzik[19] Robin Scott \| - \| \| 10. November 1979 – 16. November 1979 1 Woche (insgesamt 1) \| 1 \| Eagles \| Heartache Tonight[20] Don Henley, Glenn Frey, Bob Seger, J. D. Souther \| - \| \| 17. November 1979 – 23. November 1979 1 Woche (insgesamt 1) \| 1 \| Commodores \| Still[21] Lionel Richie \| - \| \| 24. November 1979 – 7. Dezember 1979 2 Wochen (insgesamt 2) \| 2 \| Barbra Streisand & Donna Summer \| No More Tears (Enough Is Enough)[22] Paul Jabara, Bruce Roberts \| - \| \| 8. Dezember 1979 – 21. Dezember 1979 2 Wochen (insgesamt 2) \| 2 \| Styx \| Babe[23] Dennis DeYoung \| - \| \| 22. Dezember 1979 – 4. Januar 1980 2 Wochen (insgesamt 3) \| 3 \| Rupert Holmes \| Escape (The Piña Colada Song)[24] Rupert Holmes \| - \| |                                       |                                       |                                                                    |                           |
| ← 1978 |                                       |                                       |                                                                    | → 1980 →                  |
| Zeitraum | Wo. ges.                              | Interpret                             | Titel Autor(en)                                                    | Zusätzliche Informationen |
| (Zeitraum, Wochen auf Platz eins, Interpret, Titel, Autor[en], zusätzliche Informationen) |                                       |                                       |                                                                    |                           |
| 23. Dezember 1978 – 5. Januar 1979 2 Wochen (insgesamt 6) | 6                                     | Chic                                  | Le Freak Nile Rodgers, Bernard Edwards                             | -                         |
| 6. Januar 1979 – 19. Januar 1979 2 Wochen (insgesamt 2) | 2                                     | Bee Gees                              | Too Much Heaven Barry Gibb, Maurice Gibb, Robin Gibb               | -                         |
| 20. Januar 1979 – 9. Februar 1979 3 Wochen (insgesamt 6) | 6                                     | Chic                                  | Le Freak Nile Rodgers, Bernard Edwards                             | -                         |
| 10. Februar 1979 – 9. März 1979 4 Wochen (insgesamt 4) | 4                                     | Rod Stewart                           | Da Ya Think I’m Sexy? Rod Stewart, Carmine Appice                  | -                         |
| 10. März 1979 – 23. März 1979 2 Wochen (insgesamt 3) | 3                                     | Gloria Gaynor                         | I Will Survive Dino Fekaris, Freddie Perren                        | -                         |
| 24. März 1979 – 6. April 1979 2 Wochen (insgesamt 2) | 2                                     | Bee Gees                              | Tragedy Barry Gibb, Maurice Gibb, Robin Gibb                       | -                         |
| 7. April 1979 – 13. April 1979 1 Woche (insgesamt 3) | 3                                     | Gloria Gaynor                         | I Will Survive Dino Fekaris, Freddie Perren                        | -                         |
| 14. April 1979 – 20. April 1979 1 Woche (insgesamt 1) | 1                                     | The Doobie Brothers                   | What a Fool Believes Michael McDonald, Kenny Loggins               | -                         |
| 21. April 1979 – 27. April 1979 1 Woche (insgesamt 1) | 1                                     | Amii Stewart                          | Knock on Wood Eddie Floyd, Steve Cropper                           | -                         |
| 28. April 1979 – 4. Mai 1979 1 Woche (insgesamt 1) | 1                                     | Blondie                               | Heart of Glass Deborah Harry, Chris Stein                          | -                         |
| 5. Mai 1979 – 1. Juni 1979 4 Wochen (insgesamt 4) | 4                                     | Peaches & Herb                        | Reunited Dino Fekaris, Freddie Perren                              | -                         |
| 2. Juni 1979 – 8. Juni 1979 1 Woche (insgesamt 3) | 3                                     | Donna Summer                          | Hot Stuff Harold Faltermeyer, Keith Forsey, Pete Bellotte          | -                         |
| 9. Juni 1979 – 15. Juni 1979 1 Woche (insgesamt 1) | 1                                     | Bee Gees                              | Love You Inside Out Barry Gibb, Maurice Gibb, Robin Gibb           | -                         |
| 16. Juni 1979 – 29. Juni 1979 2 Wochen (insgesamt 3) | 3                                     | Donna Summer                          | Hot Stuff Harold Faltermeyer, Keith Forsey, Pete Bellotte          | -                         |
| 30. Juni 1979 – 13. Juli 1979 2 Wochen (insgesamt 2) | 2                                     | Anita Ward                            | Ring My Bell Frederick Knight                                      | -                         |
| 14. Juli 1979 – 17. August 1979 5 Wochen (insgesamt 5) | 5                                     | Donna Summer                          | Bad Girls Donna Summer, Bruce Sudano, Eddie Hokenson, Joe Esposito | -                         |
| 18. August 1979 – 24. August 1979 1 Woche (insgesamt 1) | 1                                     | Chic                                  | Good Times Nile Rodgers, Bernard Edwards                           | -                         |
| 25. August 1979 – 5. Oktober 1979 6 Wochen (insgesamt 6) | 6                                     | The Knack                             | My Sharona Berton Averre, Doug Fieger                              | -                         |
| 6. Oktober 1979 – 12. Oktober 1979 1 Woche (insgesamt 1) | 1                                     | Robert John                           | Sad Eyes Robert John                                               | -                         |
| 13. Oktober 1979 – 19. Oktober 1979 1 Woche (insgesamt 1) | 1                                     | Michael Jackson                       | Don’t Stop ’til You Get Enough Michael Jackson                     | -                         |
| 20. Oktober 1979 – 2. November 1979 2 Wochen (insgesamt 2) | 2                                     | Herb Alpert                           | Rise Andy Armer, Randy Badazz                                      | -                         |
| 3. November 1979 – 9. November 1979 1 Woche (insgesamt 1) | 1                                     | M                                     | Pop Muzik Robin Scott                                              | -                         |
| 10. November 1979 – 16. November 1979 1 Woche (insgesamt 1) | 1                                     | Eagles                                | Heartache Tonight Don Henley, Glenn Frey, Bob Seger, J. D. Souther | -                         |
| 17. November 1979 – 23. November 1979 1 Woche (insgesamt 1) | 1                                     | Commodores                            | Still Lionel Richie                                                | -                         |
| 24. November 1979 – 7. Dezember 1979 2 Wochen (insgesamt 2) | 2                                     | Barbra Streisand & Donna Summer       | No More Tears (Enough Is Enough) Paul Jabara, Bruce Roberts        | -                         |
| 8. Dezember 1979 – 21. Dezember 1979 2 Wochen (insgesamt 2) | 2                                     | Styx                                  | Babe Dennis DeYoung                                                | -                         |
| 22. Dezember 1979 – 4. Januar 1980 2 Wochen (insgesamt 3) | 3                                     | Rupert Holmes                         | Escape (The Piña Colada Song) Rupert Holmes                        | -                         |

## Alben
| ← 1978 ← | Liste der Nummer-eins-Alben in den USA | Liste der Nummer-eins-Alben in den USA | Liste der Nummer-eins-Alben in den USA  | 1980 →                    |
| \| Zeitraum \| Wo. ges. \| Interpret \| Titel \| Zusätzliche Informationen \| \| (Zeitraum, Wochen auf Platz eins, Interpret, Titel, zusätzliche Informationen) \| \| \| \| \| \| ------------------------------------------------------------------------------ \| -------- \| ------------------- \| ------------------------------------------- \| ------------------------- \| \| 30. Dezember 1978 – 5. Januar 1979 1 Woche (insgesamt 8) \| 8 \| Billy Joel \| 52nd Street[25] \| - \| \| 6. Januar 1979 – 26. Januar 1979 3 Wochen (insgesamt 3) \| 3 \| Barbra Streisand \| Barbra Streisand’s Greatest Hits Vol. 2[26] \| - \| \| 27. Januar 1979 – 2. Februar 1979 1 Woche (insgesamt 8) \| 8 \| Billy Joel \| 52nd Street \| - \| \| 3. Februar 1979 – 9. Februar 1979 1 Woche (insgesamt 24) \| 24 \| The Blues Brothers \| Briefcase Full of Blues[27] \| - \| \| 10. Februar 1979 – 2. März 1979 3 Wochen (insgesamt 3) \| 3 \| Rod Stewart \| Blondes Have More Fun[28] \| - \| \| 3. März 1979 – 6. April 1979 5 Wochen (insgesamt 6) \| 6 \| Bee Gees \| Spirits Having Flown[29] \| - \| \| 7. April 1979 – 20. April 1979 2 Wochen (insgesamt 5) \| 5 \| The Doobie Brothers \| Minute by Minute[30] \| - \| \| 21. April 1979 – 27. April 1979 1 Woche (insgesamt 6) \| 6 \| Bee Gees \| Spirits Having Flown \| - \| \| 28. April 1979 – 18. Mai 1979 3 Wochen (insgesamt 5) \| 5 \| The Doobie Brothers \| Minute by Minute \| - \| \| 19. Mai 1979 – 15. Juni 1979 4 Wochen (insgesamt 6) \| 6 \| Supertramp \| Breakfast in America[31] \| - \| \| 16. Juni 1979 – 22. Juni 1979 1 Woche (insgesamt 6) \| 6 \| Donna Summer \| Bad Girls[32] \| - \| \| 23. Juni 1979 – 6. Juli 1979 2 Wochen (insgesamt 6) \| 6 \| Supertramp \| Breakfast in America \| - \| \| 7. Juli 1979 – 10. August 1979 5 Wochen (insgesamt 6) \| 6 \| Donna Summer \| Bad Girls \| - \| \| 11. August 1979 – 14. September 1979 5 Wochen (insgesamt 5) \| 5 \| The Knack \| Get the Knack[33] \| - \| \| 15. September 1979 – 2. November 1979 7 Wochen (insgesamt 7) \| 7 \| Led Zeppelin \| In Through the Out Door[34] \| - \| \| 3. November 1979 – 28. Dezember 1979 8 Wochen (insgesamt 8) \| 8 \| Eagles \| The Long Run[35] \| - \| |                                        |                                        |                                         |                           |
| ← 1978 |                                        |                                        |                                         | → 1980 →                  |
| Zeitraum | Wo. ges.                               | Interpret                              | Titel                                   | Zusätzliche Informationen |
| (Zeitraum, Wochen auf Platz eins, Interpret, Titel, zusätzliche Informationen) |                                        |                                        |                                         |                           |
| 30. Dezember 1978 – 5. Januar 1979 1 Woche (insgesamt 8) | 8                                      | Billy Joel                             | 52nd Street                             | -                         |
| 6. Januar 1979 – 26. Januar 1979 3 Wochen (insgesamt 3) | 3                                      | Barbra Streisand                       | Barbra Streisand’s Greatest Hits Vol. 2 | -                         |
| 27. Januar 1979 – 2. Februar 1979 1 Woche (insgesamt 8) | 8                                      | Billy Joel                             | 52nd Street                             | -                         |
| 3. Februar 1979 – 9. Februar 1979 1 Woche (insgesamt 24) | 24                                     | The Blues Brothers                     | Briefcase Full of Blues                 | -                         |
| 10. Februar 1979 – 2. März 1979 3 Wochen (insgesamt 3) | 3                                      | Rod Stewart                            | Blondes Have More Fun                   | -                         |
| 3. März 1979 – 6. April 1979 5 Wochen (insgesamt 6) | 6                                      | Bee Gees                               | Spirits Having Flown                    | -                         |
| 7. April 1979 – 20. April 1979 2 Wochen (insgesamt 5) | 5                                      | The Doobie Brothers                    | Minute by Minute                        | -                         |
| 21. April 1979 – 27. April 1979 1 Woche (insgesamt 6) | 6                                      | Bee Gees                               | Spirits Having Flown                    | -                         |
| 28. April 1979 – 18. Mai 1979 3 Wochen (insgesamt 5) | 5                                      | The Doobie Brothers                    | Minute by Minute                        | -                         |
| 19. Mai 1979 – 15. Juni 1979 4 Wochen (insgesamt 6) | 6                                      | Supertramp                             | Breakfast in America                    | -                         |
| 16. Juni 1979 – 22. Juni 1979 1 Woche (insgesamt 6) | 6                                      | Donna Summer                           | Bad Girls                               | -                         |
| 23. Juni 1979 – 6. Juli 1979 2 Wochen (insgesamt 6) | 6                                      | Supertramp                             | Breakfast in America                    | -                         |
| 7. Juli 1979 – 10. August 1979 5 Wochen (insgesamt 6) | 6                                      | Donna Summer                           | Bad Girls                               | -                         |
| 11. August 1979 – 14. September 1979 5 Wochen (insgesamt 5) | 5                                      | The Knack                              | Get the Knack                           | -                         |
| 15. September 1979 – 2. November 1979 7 Wochen (insgesamt 7) | 7                                      | Led Zeppelin                           | In Through the Out Door                 | -                         |
| 3. November 1979 – 28. Dezember 1979 8 Wochen (insgesamt 8) | 8                                      | Eagles                                 | The Long Run                            | -                         |